# Grupo de Assistência das Nações Unidas para o Período de Transição na Namíbia

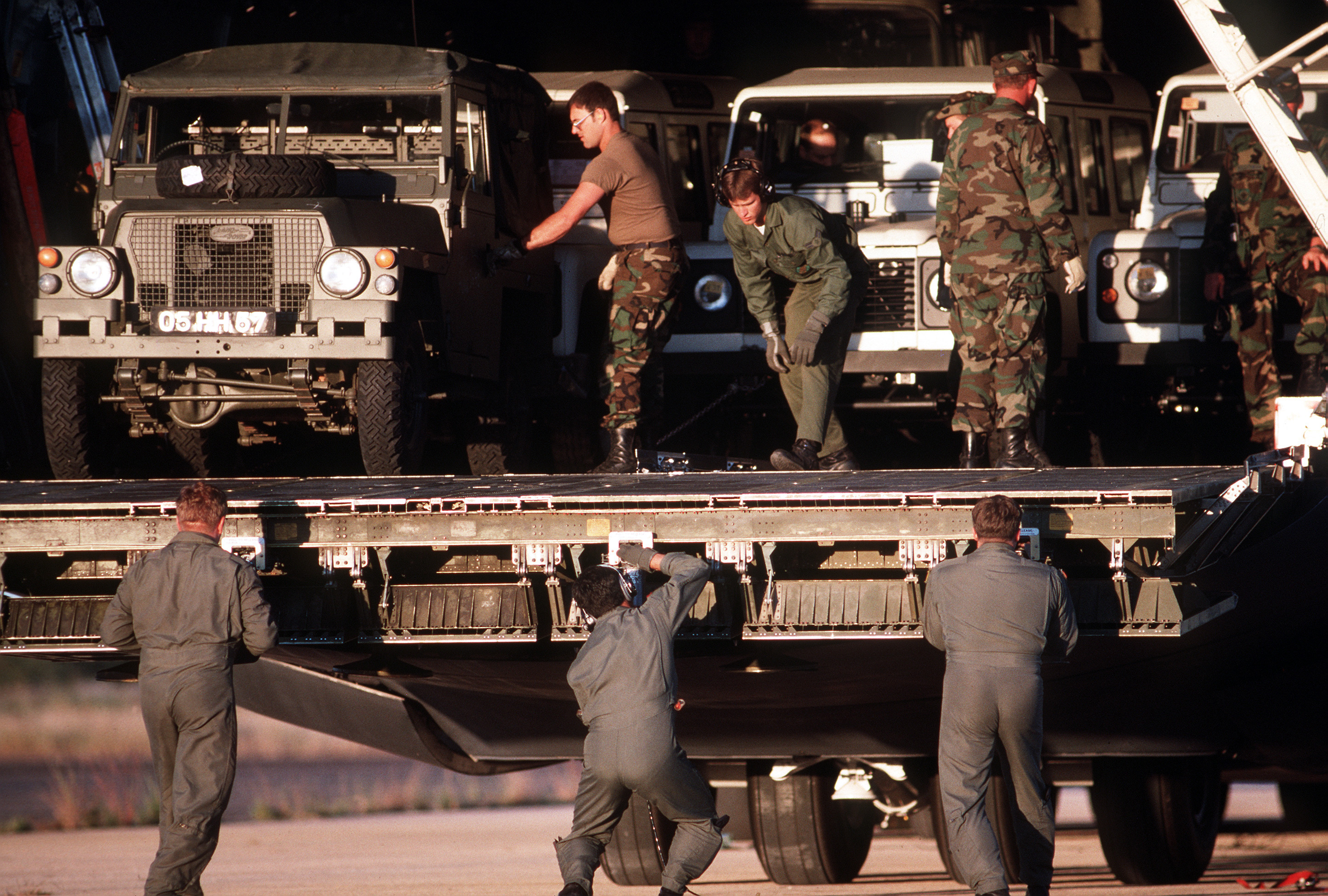
Descarregamento de Land Rovers militares na Base aérea da GANUPT na Namíbia em 1989

O Grupo de Assistência das Nações Unidas para o Período de Transição (em francês:  Groupe d'assistance des Nations unies pour la période de transition) (GANUPT) ou Grupo de Assistência Transitória das Nações Unidas (em inglês:  United Nations Transition Assistance Group) (UNTAG) foi uma força de paz das Nações Unidas implantada de abril de 1989 a março de 1990 na Namíbia para monitorar o processo de paz e as eleições daquele país. 
A Namíbia estava ocupada pela África do Sul desde 1915, primeiramente sob um mandato da Liga das Nações e, posteriormente, de forma ilegal. Desde 1966, as forças sul-africanas lutavam contra uma insurgência do Exército Popular de Libertação da Namíbia (PLAN), o braço armado da Organização do Povo do Sudoeste Africano (SWAPO). O Conselho de Segurança da ONU aprovou a Resolução 435, em 1978, que definiu um plano para eleições administradas pela África do Sul, mas sob a supervisão e controle das Nações Unidas após um cessar-fogo. No entanto, só em 1988, as duas partes foram capazes de concordar com um cessar-fogo. Uma vez que o UNTAG começou a enviar tropas de paz, observadores militares, policiais e funcionários políticos, as hostilidades foram brevemente renovadas no dia que o processo de transição deveria começar.
Depois de uma nova rodada de negociações, uma segunda data foi definida e o processo eleitoral começou de fato. Assim, o mandato foi estabelecido pela Resolução 632 do Conselho de Segurança das Nações Unidas, em 16 de fevereiro de 1989, para auxiliar o Representante Especial do Secretário-Geral das Nações Unidas, Martti Ahtisaari, a garantir a Namíbia uma plena autonomia, uma transição pacífica e eleições democráticas e livres. O contingente era formado por 7.500 soldados. As eleições para a Assembleia Constituinte ocorreram em novembro de 1989. Foram calmas e declaradas livres e justas; a SWAPO ganhou a maioria dos assentos. A nova Constituição foi aprovada quatro meses depois e foi seguida pela independência oficial da Namíbia e pela conclusão bem-sucedida do UNTAG.